# Christian Joseph Hammel
Pour les articles homonymes, voir Hammel.
Christian Joseph Hammel, né le 13 février 1748 à Hadamar (Principauté d'Orange-Nassau), mort le 21 septembre 1805 à Nice (Alpes-Maritimes), est un général de brigade de la Révolution française.

## États de service
Engagé volontaire au régiment de la Marine le 10 janvier 1764, il devient sergent le 1er septembre 1768, et en 1769, il sert en Corse. Fourrier le 1er juillet 1770, porte-drapeau le 11 juin 1776, il est nommé sous-lieutenant de grenadiers le 3 juin 1779, et il est fait chevalier de Saint-Louis le 2 mars 1791.
Le 1er avril 1791, il est nommé premier lieutenant de grenadiers, il passe adjudant-major le 15 septembre 1791, capitaine le 1er juin 1792, et lieutenant-colonel au 11e régiment d’infanterie de ligne le 11 septembre 1792. Il sert à l’armée d’Italie de 1793 à 1795. Il est nommé chef de brigade le 20 janvier 1794, à la 21e demi-brigade de bataille, et il est promu général de brigade provisoire par le général Masséna le 27 mars 1794, à l’armée d’Italie.
Il est arrêté le 25 mai 1795, pour ne pas avoir réprimé assez durement l’insurrection populaire de Toulon lors de la Terreur blanche. Il est libéré la 24 septembre 1795, et réformé le 16 avril 1796. Le 1er juin 1797, il est mis à la disposition du général commandant la 23e division militaire en Corse, il commande l'arrondissement de Corte le 12 juillet, et le 15 septembre 1799, il est nommé commandant de la garnison d’Ajaccio. Il est mis en position de réforme le 20 mai 1802, et il est admis à la retraite le 28 janvier 1804.
Il meurt le 21 septembre 1805 à Nice.